# Amahuaka scutellaris
Amahuaka scutellaris är en insektsart som beskrevs av Rauno E. Linnavuori och Delong 1977. Amahuaka scutellaris ingår i släktet Amahuaka och familjen dvärgstritar. Inga underarter finns listade i Catalogue of Life.